# Gentiana terglouensis
Gentiana terglouensis är en gentianaväxtart. Gentiana terglouensis ingår i släktet gentianor, och familjen gentianaväxter.

## Underarter
Arten delas in i följande underarter:
- G. t. schleicheri
- G. t. terglouensis